# Дейвид Брадли (инженер)
Дейвид Брадли е един от 12-имата инженери, работили върху оригиналния IBM PC, предшественик на днешните персонални компютри. Разработва BIOS кода за компютъра, но най-известен е като създателя на клавишната комбинация Control-Alt-Delete използвана за рестартиране на компютрите.

## Control+Alt+Delete
Намерението на Брадли било клавишната комбинация да се използва единствено от програмистите за рестартиране на компютрите без да се налага да ги изключват. Това спестявало много време, тъй като след изключване, трябвало да се изчакат няколко секунди преди да може отново да бъде включен компютърът, за да не се повреди захранващият блок. А на програмистите често се налага да извършват рестарт.
След като първоначално добива популярност сред разработчиците, комбинацията става известна и сред крайните потребители. На 20 годишнината от създаването на IBM PC, Брадли разказва „Може аз да съм я създал [control-alt-delete], но Бил Гейтс я направи наистина популярна“.

## Други постижения
Брадли е автор на популярна книга за програмиране на асемблер за IBM/PC:
- Assembly Language Programming for the IBM Personal Computer, 1984 ISBN 0-13-049171-3. 
Издадена на български като Програмиране на асемблер за персонален компютър IBM/PC, 1989.